# Haematopus
Haematopodidae là một họ chim trong bộ Charadriiformes.

## Phân loại học
- Haematopus ostralegus
- Haematopus meadewaldoi (tuyệt chủng)
- Haematopus moquini
- Haematopus finschi
- Haematopus bachmani
- Haematopus palliatus
- Haematopus longirostris
- Haematopus unicolor
- Haematopus chathamensis[2]
- Haematopus fuliginosus
- Haematopus ater
- Haematopus leucopodus

## Hình ảnh

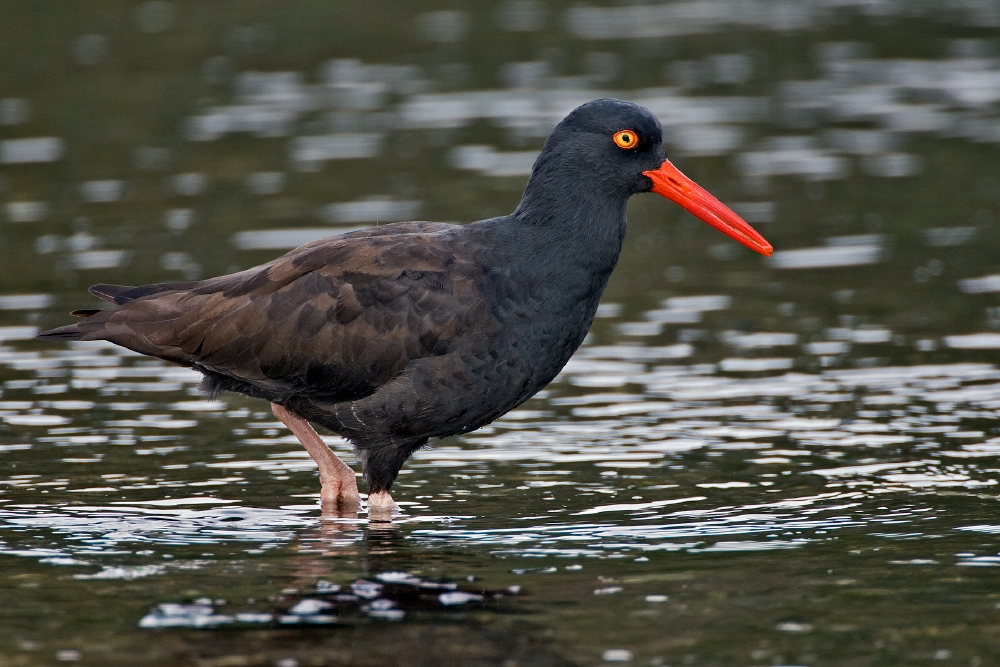
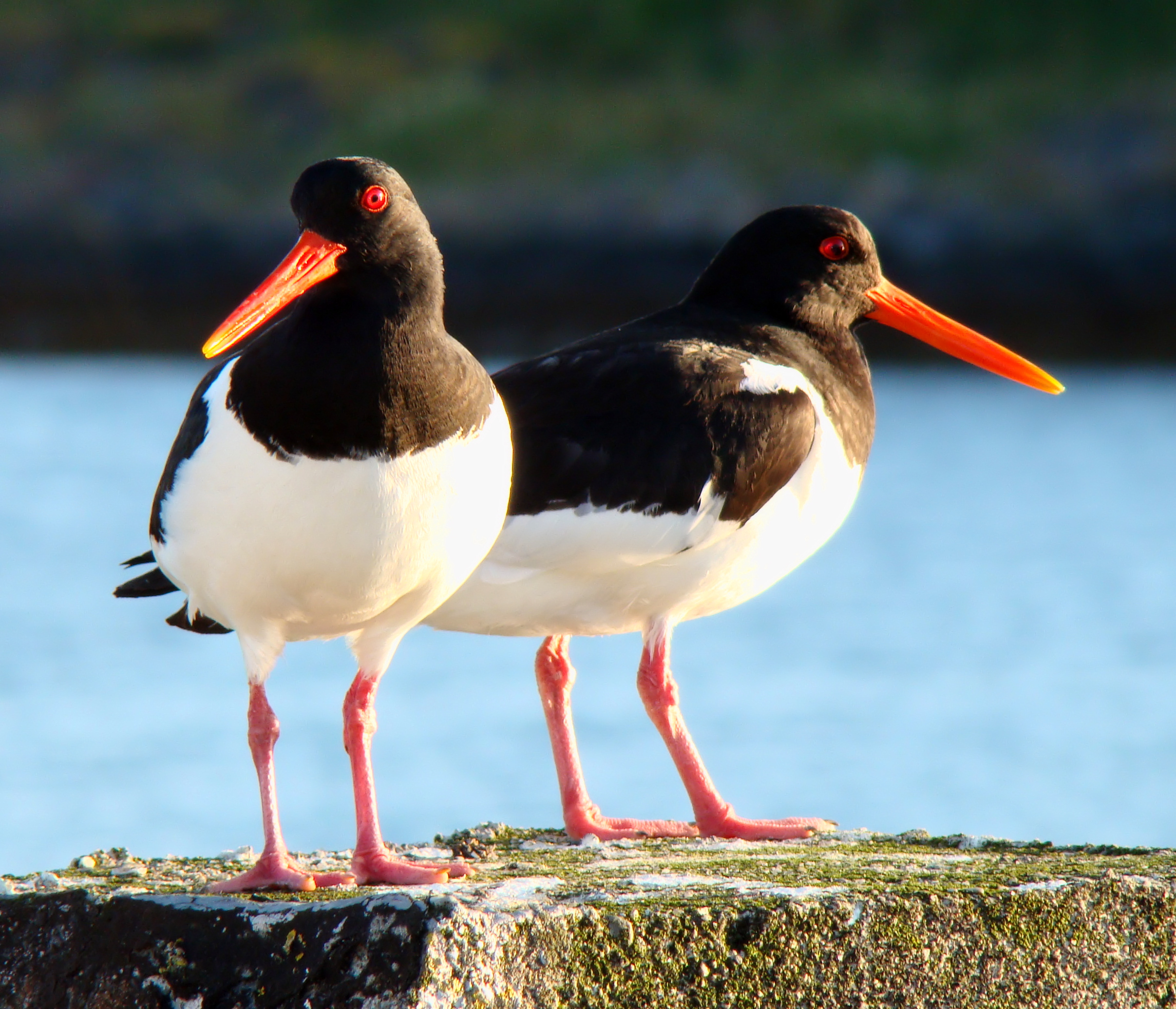
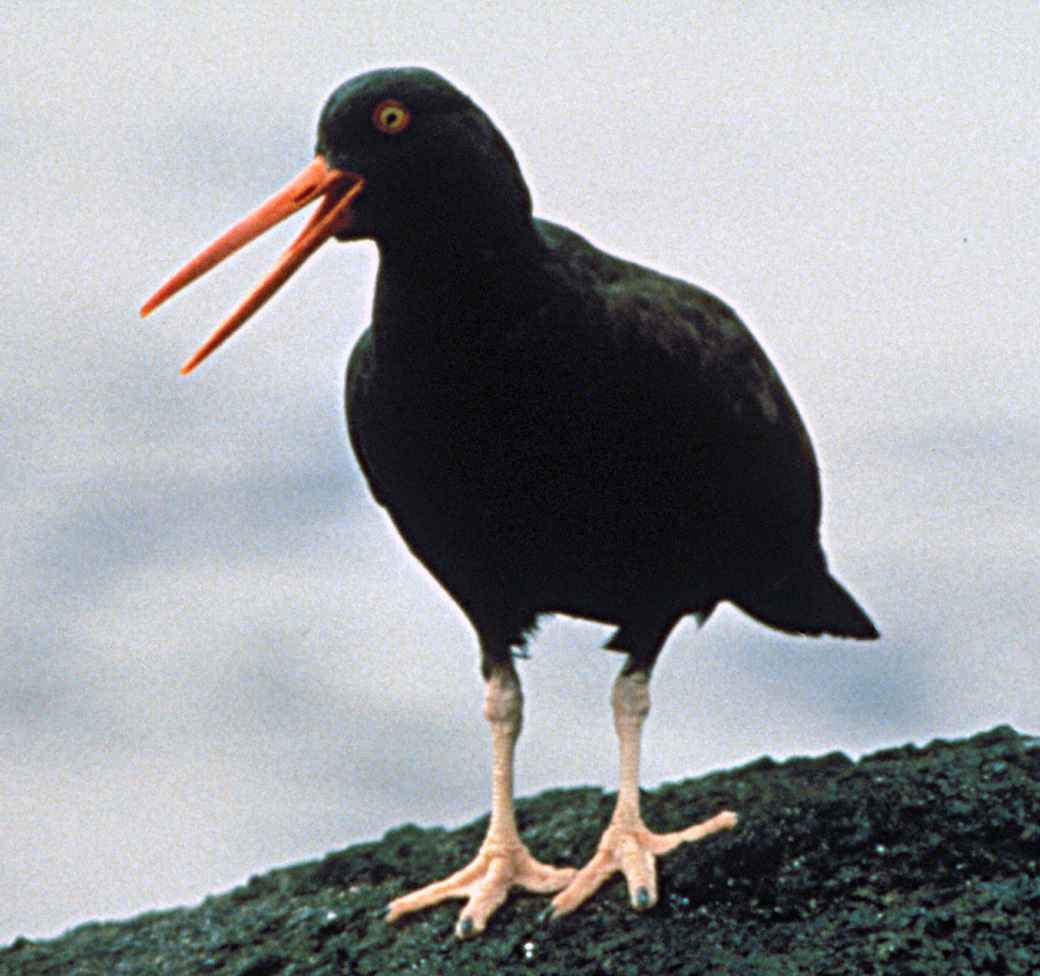
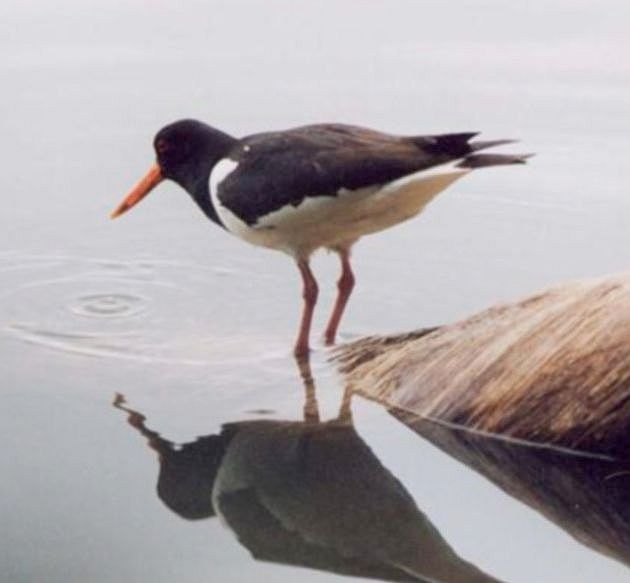